# Czermno (województwo lubelskie)
Czermno – wieś w Polsce położona w województwie lubelskim, w powiecie tomaszowskim, w gminie Tyszowce. Leży nad rzeką Huczwą.
W latach 1975–1998 miejscowość administracyjnie należała do województwa zamojskiego.
| SIMC    | Nazwa                | Rodzaj    |
| ------- | -------------------- | --------- |
| 0903370 | Kolonia Czermno      | część wsi |
| 0903386 | Kolonia Nowa-Czermno | część wsi |

Wieś jest sołectwem w gminie Tyszowce. Według Narodowego Spisu Powszechnego z roku 2011 wieś liczyła 322 mieszkańców.
Wierni Kościoła rzymskokatolickiego należą do parafii św. Michała Archanioła w Perespie.

## Historia

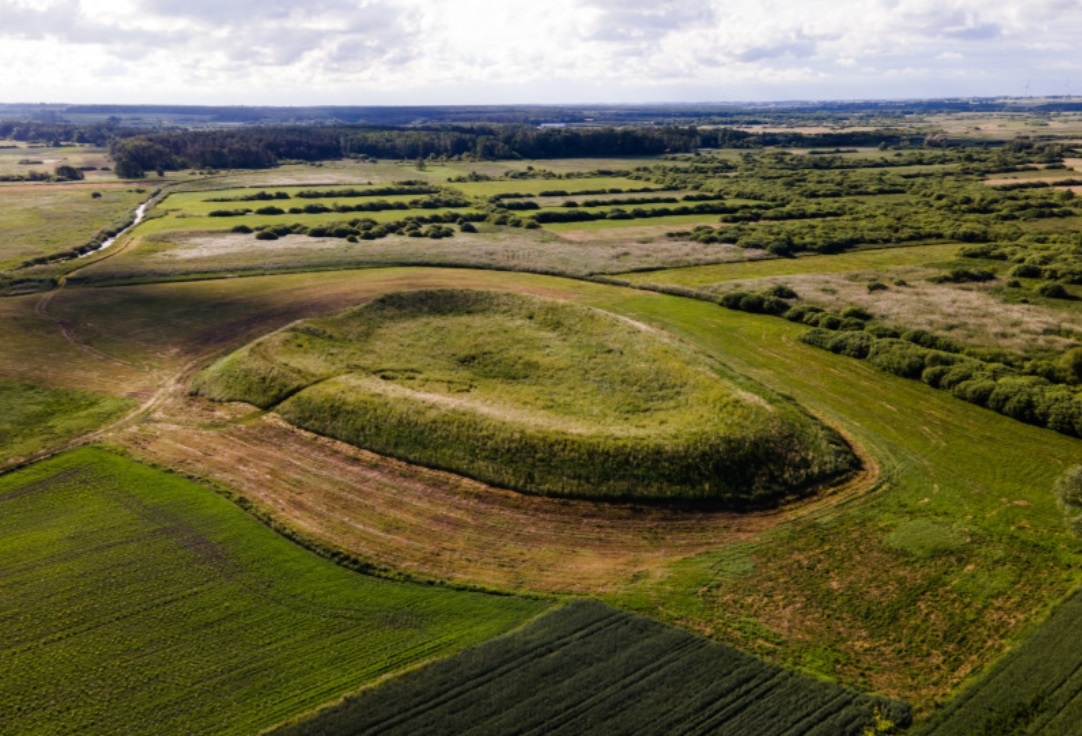
Grodzisko z lotu ptaka

Czermno było niegdyś jednym z największych grodów wczesnośredniowiecznych w Polsce wschodniej. Archeolodzy oszacowali, że w czasie rozkwitu w XI w. w grodzie mieszkało do 2 tysięcy mieszkańców. W V–VI wieku w tych stronach powstały początki państwowości tworzonej przez Bużan.
Hipotezę o tożsamości Czermna z dawnym Czerwieniem, stolicą Grodów Czerwieńskich, leżących na pograniczu polsko-ruskim jako pierwszy wysunął Zorian Dołęga Chodakowski, następnie Michał Baliński, autor Starożytnej Polski.
Wzmiankowany po raz pierwszy w 981 r., gdy książę ruski „Włodzimierz odebrał go Lachom”. W XI wieku po nieudanych próbach przyłączenia do Polski, swą władzę nad nim ugruntowała Ruś. W czasie jej rozbicia dzielnicowego w XI–XIII w. wchodził w skład księstwa włodzimiersko-halickiego. W 1157 roku załoga grodu raniła oblegającego go księcia Wołodymira. Gród został zniszczony na skutek najazdu mongolskiego w 1240 roku. Ostateczny upadek na przełomie XIII–XIV wieku.
Lokalizację historycznego Czerwienia na terenie obecnej wsi Czermno potwierdziły prowadzone m.in. w 1952, 1974–1979 i 1997 roku badania archeologiczne. Na obszarze o powierzchni ok. 100 ha odkryto m.in.: grodzisko, umocnione podgrodzie, osady otwarte oraz 3 cmentarzyska. Osadnictwo obejmowało oba brzegi Huczwy, komunikację pomiędzy którymi umożliwiał drewniany most. Na rzece istniał port. Na podgrodziu istniała jedna z najstarszych na terenach Polski murowanych z kamienia świątyń. 

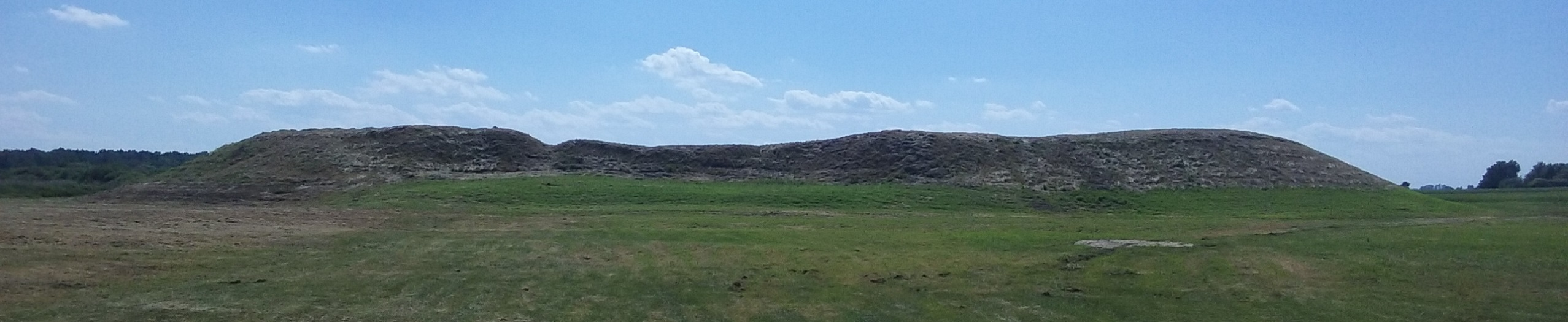
Grodzisko w Czermnie utożsamiane z grodem Czerwień

Badania specjalistów z Instytutu Archeologii i Etnologii PAN w Warszawie odsłoniły drewniane pomosty, fosy i rowy tworzące zwarty, zaplanowany system, przystań dla łodzi i ślady zabudowy mieszkalnej. Badania dowiodły ponadto, iż wieś przetrwała najazd tatarski 1240 r. Przebadane grodzisko można porównać do tak znacznych ośrodków wczesnośredniowiecznych jak Poznań czy Gniezno.

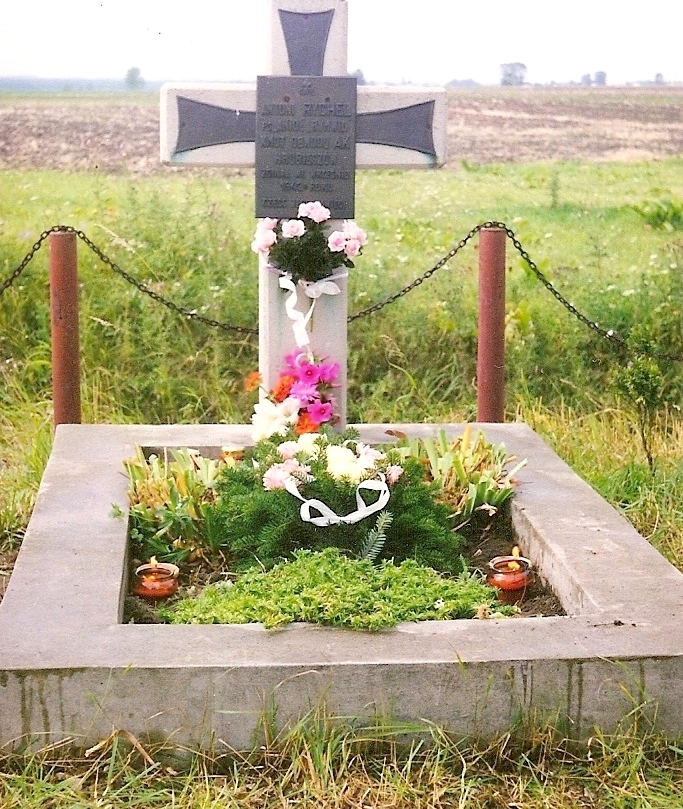
Symboliczna mogiła Antoniego Rychela

4 października 1943 r. policja ukraińska we wsi Czermno zorganizowała zasadzkę na Antoniego Rychela ps. „Anioł”, podczas której poniósł śmierć w walce.
W roku 2015 w okolicy grodu odnaleziono zestaw rzadkich srebrnych przedmiotów z X wieku, charakteryzujących się wysoką jakością wykonania.

## Toponimia
Wszystkie Czermna, oraz m.in. Czermin (dawniej Czermien), Czermna, Czermnica itd. pochodzą od psł. *čr̥´mьnъ, *čr̥´mьna, *čr̥´mьno (u Rosponda *čьrmьnъ) – czerwony, od *čьrmъ (czerwiec polski), nazwy owada dostarczającego barwnika czerwieni, stąd polskie dialektalne czermny=czerwony, czy czeskie čermný=červený=czerwony.